# Honvéd Díszzászlóalj
A Honvéd Díszzászlóalj feladata az állami, nemzeti, katonai ünnepek, a HM központi rendezvényei, a HM és az MH felsővezetői fogadásainak protokolláris kiszolgálása, a magyar katonai és zenei hagyományok ápolása. Emellett a katonai hagyományokon és a nemzeti értékeken alapuló kulturális tevékenységek biztosítása is a feladataik közé tartozik.

## Viseletük
A Honvéd Díszzászlóalj fegyvernemi színe a fehér, így a Honvéd Koronaőrség skarlátvörös színű, illetve a Honvéd Palotaőrség palackzöld ékítményeivel együtt a nemzeti színeink köszönnek vissza. Mindhárom egység „Tihany” díszegyenruhát visel.